# Negareh
Negareh (persiska: نگره, Tīreh ‘Alī) är en ort i Iran.   Den ligger i provinsen Kermanshah, i den västra delen av landet, 500 km väster om huvudstaden Teheran. Negareh ligger 840 meter över havet och antalet invånare är 457.
Terrängen runt Negareh är kuperad åt sydväst, men åt nordost är den bergig.Runt Negareh är det ganska tätbefolkat, med 72 invånare per kvadratkilometer. Närmaste större samhälle är Ozgoleh, 17,1 km väster om Negareh. Omgivningarna runt Negareh är i huvudsak ett öppet busklandskap.